# Ника (кинопремия, 2017)
30-я церемония вручения наград национальной кинематографической премии «Ника» за 2016 год состоялась 28 марта 2017 года в Государственном академическом театре имени Моссовета
. Лауреаты специальных наград и номинанты в состязательных категориях были объявлены на пресс-конференции 1 марта 2017 года.

## Специальные призы
- Александр Сокуров — в номинации «Честь и достоинство» имени Эльдара Рязанова (награду вручал Марк Захаров).
- Андрей Плахов — в номинации «За вклад в кинематографические науки, критику и образование».
- Александр Митта — специальный приз Совета Академии «За выдающийся вклад в отечественный кинематограф» имени Алексея Германа (награду вручал Вадим Абдрашитов).
- Фильм «Салам Масква» (реж. Павел Бардин) — За творческие достижения в области телевизионной кинематографии.

## Список лауреатов и номинантов
Количество наград / номинаций:
- 1/8: «Ученик»
- 4/6: «Монах и бес»
- 3/6: «Дуэлянт»
- 3/5: «Рай»
- 1/5: «Коллектор»
- 0/4: «Дама Пик»
- 0/2: «Зоология» / «Викинг»
- 1/1: «Чужой дом» / «В лучах солнца» / «Кукушка» / «Её звали Муму» / «Герой»

 • Победители выделены отдельным цветом. 
| Категории                                                                                | Лауреаты и номинанты                                                                                               |
| ---------------------------------------------------------------------------------------- | --- |
| Лучший игровой фильм (награды вручал Владимир Меньшов)                                   | • Рай (режиссёр: Андрей Кончаловский; продюсер: Андрей Кончаловский)                                               |
| Лучший игровой фильм (награды вручал Владимир Меньшов)                                   | • Дама Пик (режиссёр: Павел Лунгин; продюсеры: Павел Лунгин, Фёдор Бондарчук, Дмитрий Рудовский, Евгений Панфилов) |
| Лучший игровой фильм (награды вручал Владимир Меньшов)                                   | • Дуэлянт (режиссёр: Алексей Мизгирёв; продюсеры: Александр Роднянский, Сергей Мелькумов)                          |
| Лучший игровой фильм (награды вручал Владимир Меньшов)                                   | • Коллектор (режиссёр: Алексей Красовский; продюсеры: Дмитрий Руженцев, Георгий Шабанов, Эдуард Илоян)             |
| Лучший игровой фильм (награды вручал Владимир Меньшов)                                   | • Монах и бес (режиссёр: Николай Досталь; продюсер: Игорь Толстунов)                                               |
| Лучший игровой фильм (награды вручал Владимир Меньшов)                                   | • Ученик (режиссёр: Кирилл Серебренников; продюсеры: Илья Стюарт, Диана Сафарова, Юрий Козырев)                    |
| Лучший фильм стран СНГ и Балтии (награду вручали Ирина Шевчук и Ия Нинидзе)              | • Чужой дом ( Грузия, режиссёр: Русудан Глурджидзе)                                                                |
| Лучший фильм стран СНГ и Балтии (награду вручали Ирина Шевчук и Ия Нинидзе)              | • Завещание отца ( Кыргызстан, режиссёры: Бакыт Мукул, Дастан Жапар Уулу)                                          |
| Лучший фильм стран СНГ и Балтии (награду вручали Ирина Шевчук и Ия Нинидзе)              | • Красный сад ( Азербайджан, режиссёр: Салимли Мирбала)                                                            |
| Лучший фильм стран СНГ и Балтии (награду вручали Ирина Шевчук и Ия Нинидзе)              | • Подробности осени ( (Узбекистан, режиссёр: Зульфикар Мусаков)                                                    |
| Лучший фильм стран СНГ и Балтии (награду вручали Ирина Шевчук и Ия Нинидзе)              | • Чума в ауле Каратас ( Казахстан, режиссёр: Адильхан Ержанов)                                                     |
| Лучший неигровой фильм (награду вручал Николай Сванидзе)                                 | • В лучах солнца (режиссёр: Виталий Манский)                                                                       |
| Лучший неигровой фильм (награду вручал Николай Сванидзе)                                 | • 24 снега (режиссёр: Михаил Барынин)                                                                              |
| Лучший неигровой фильм (награду вручал Николай Сванидзе)                                 | • Форсаж. Возвращение (режиссёр: Наталья Гугуева)                                                                  |
| Лучший анимационный фильм                                                                | • Кукушка (режиссёр: Дина Великовская)                                                                             |
| Лучший анимационный фильм                                                                | • До любви (режиссёр: Игорь Ковалёв)                                                                               |
| Лучший анимационный фильм                                                                | • Питон и сторож (режиссёр: Антон Дьяков)                                                                          |
| Лучшая режиссёрская работа (награду вручал Сергей Юрский)                                | • Андрей Кончаловский — «Рай»                                                                                      |
| Лучшая режиссёрская работа (награду вручал Сергей Юрский)                                | • Николай Досталь — «Монах и бес»                                                                                  |
| Лучшая режиссёрская работа (награду вручал Сергей Юрский)                                | • Кирилл Серебренников — «Ученик»                                                                                  |
| Лучшая сценарная работа (награду вручал Павел Финн)                                      | • Юрий Арабов — «Монах и бес»                                                                                      |
| Лучшая сценарная работа (награду вручал Павел Финн)                                      | • Андрей Кончаловский, Елена Киселёва — «Рай»                                                                      |
| Лучшая сценарная работа (награду вручал Павел Финн)                                      | • Алексей Красовский — «Коллектор»                                                                                 |
| Лучшая сценарная работа (награду вручал Павел Финн)                                      | • Иван Твердовский — «Зоология»                                                                                    |
| Лучшая мужская роль (награду вручал Сергей Гармаш)                                       | • Тимофей Трибунцев — «Монах и бес» (за роль монаха Ивана)                                                         |
| Лучшая мужская роль (награду вручал Сергей Гармаш)                                       | • Михаил Ефремов — «Хороший мальчик» (за роль директора школы Владимира Анатольевича Дронова)                      |
| Лучшая мужская роль (награду вручал Сергей Гармаш)                                       | • Константин Хабенский — «Коллектор» (за роль коллектора Артура)                                                   |
| Лучшая женская роль (награду вручал Александр Филиппенко)                                | • Юлия Высоцкая — «Рай» (за роль Ольги)                                                                            |
| Лучшая женская роль (награду вручал Александр Филиппенко)                                | • Наталья Павленкова — «Зоология» (за роль Наташи)                                                                 |
| Лучшая женская роль (награду вручал Александр Филиппенко)                                | • Ксения Раппопорт — «Дама Пик» (за роль Софьи Майер)                                                              |
| Лучшая мужская роль второго плана (награду вручал Игорь Петренко)                        | • Борис Каморзин — «Монах и бес» (за роль игумена, настоятеля монастыря)                                           |
| Лучшая мужская роль второго плана (награду вручал Игорь Петренко)                        | • Михаил Боярский — «Самый лучший день» (за роль Геннадия Васютина)                                                |
| Лучшая мужская роль второго плана (награду вручал Игорь Петренко)                        | • Александр Горчилин — «Ученик» (за роль Григория Зайцева)                                                         |
| Лучшая женская роль второго плана (награды вручал Андрей Соколов)                        | • Юлия Ауг — «Ученик» (за роль Инги Южиной)                                                                        |
| Лучшая женская роль второго плана (награды вручал Андрей Соколов)                        | • Елена Коренева — «Её звали Муму» (за роль матери Гриши)                                                          |
| Лучшая женская роль второго плана (награды вручал Андрей Соколов)                        | • Светлана Брагарник — «Ученик» (за роль Людмилы Стукалиной)                                                       |
| Лучшая музыка к фильму (награду вручал Сергей Скрипка)                                   | • Эдуард Артемьев — «Герой»                                                                                        |
| Лучшая музыка к фильму (награду вручал Сергей Скрипка)                                   | • Василий Вакуленко («Баста»), Анна Соловьёва (Друбич) — «Ке-ды»                                                   |
| Лучшая музыка к фильму (награду вручал Сергей Скрипка)                                   | • Игорь Вдовин — «Дуэлянт»                                                                                         |
| Лучшая музыка к фильму (награду вручал Сергей Скрипка)                                   | • Илья Демуцкий — «Ученик»                                                                                         |
| Лучшая операторская работа (награду вручал Игорь Клебанов)                               | • Максим Осадчий — «Дуэлянт»                                                                                       |
| Лучшая операторская работа (награду вручал Игорь Клебанов)                               | • Владислав Опельянц — «Ученик»                                                                                    |
| Лучшая операторская работа (награду вручал Игорь Клебанов)                               | • Александр Симонов — «Рай»                                                                                        |
| Лучшая работа звукорежиссёра                                                             | • Максим Беловолов — «Монах и бес»                                                                                 |
| Лучшая работа звукорежиссёра                                                             | • Ростислав Алимов — «Дуэлянт»                                                                                     |
| Лучшая работа звукорежиссёра                                                             | • Нелли Иванова — «Коллектор»                                                                                      |
| Лучшая работа художника (награду вручала Алла Сурикова)                                  | • Андрей Понкратов — «Дуэлянт»                                                                                     |
| Лучшая работа художника (награду вручала Алла Сурикова)                                  | • Сергей Агин — «Викинг»                                                                                           |
| Лучшая работа художника (награду вручала Алла Сурикова)                                  | • Павел Пархоменко, Мария Трегубова — «Дама Пик»                                                                   |
| Лучшая работа художника по костюмам (награду вручали Вадим Верник и Марина Александрова) | • Татьяна Патрахальцева — «Дуэлянт»                                                                                |
| Лучшая работа художника по костюмам (награду вручали Вадим Верник и Марина Александрова) | • Екатерина Дыминская, Евгения Панфилова — «Дама Пик»                                                              |
| Лучшая работа художника по костюмам (награду вручали Вадим Верник и Марина Александрова) | • Екатерина Шапкайц — «Викинг»                                                                                     |
| Открытие года                                                                            | • Алексей Красовский (режиссёр, сценарист) — «Коллектор»                                                           |
| Открытие года                                                                            | • Эдуард Бордуков (режиссёр) — «Коробка»                                                                           |
| Открытие года                                                                            | • Пётр Скворцов (мужская роль) — «Ученик»                                                                          |

## Политические выступления
Во время церемонии сразу несколько лауреатов и гостей премии высказались со сцены о текущей политической ситуации в России. В частности, режиссёр Алексей Красовский призвал коллег содействовать освобождению задержанных накануне участников массовых акций протеста, актриса Елена Коренева рассказала о проблеме политзаключённых, а документалист Виталий Манский сравнил обстановку в РФ с положением в Северной Корее. Александр Сокуров, получавший награду в номинации «Честь и достоинство», также посвятил свою речь этим темам: он призвал власть вести диалог с представителями молодёжи и не подменять просвещение религиозными догматами, осудил грубое обращение сотрудников правоохранительных органов с протестующими и напомнил, что ожидает от Владимира Путина ответа на вопросы о судьбе кинематографиста Олега Сенцова, находящегося в заключении. Схожие мнения высказали Юрий Арабов, Эдуард Сагалаев, Александр Митта, Марк Захаров. Помимо этого, Леонид Ярмольник прочитал стихотворный фельетон Дмитрия Быкова, а музыкант Вася Обломов исполнил свою песню «Я шагаю по Москве» о проблемах столицы. Журналисты отметили, что Обломов, как и режиссёр Павел Бардин, вышел на сцену в ярко-белых кроссовках, ставших частью символики прошедших митингов. По мнению актрисы Юлии Ауг, церемония впервые за долгое время превратилась в акцию протеста, и «этот факт значит, что нарыв созрел». При этом в телевизионной версии, показанной на канале НТВ, практически все упомянутые выступления были вырезаны или подвергнуты серьёзным правкам.
Церемонию прокомментировал пресс-секретарь президента РФ Дмитрий Песков. Он отметил, что Путин знает о сделанных там заявлениях и «всегда с уважением относится к точке зрения, которую высказывают мастера культуры, он всегда поддерживает с ними диалог, часто соглашается с ними, всегда их поддерживает, но бывают случаи, когда президент аргументированно не соглашается». По словам Пескова, на вопрос Сокурова о Сенцове глава государства ответил ещё в декабре, когда сказал, что тот осуждён не за творчество, а за терроризм, и для его освобождения должны «созреть» определённые условия.
В феврале 2021 года режиссёр Алексей Красовский передал свою статуэтку «Ники» в качестве талисмана Фонду борьбы с коррупцией: 

В этом году мне предстояло уже в качестве члена академии выбрать лучшие картины и лучших создателей. Однако, среди документальных фильмов я снова не увидел работ фонда. Исправить это я не могу, но поддержать ребят, снимающих сильные фильмы и получающих вместо наград уголовные статьи, посчитал необходимым. Разумеется, я это сделал не от лица всей академии, от себя лично, передав её как талисман. Пусть богиня победы принесет теперь удачу им, мне она помогла.